# Алтилија (Кротоне)
Алтилија је насеље у Италији у округу Кротоне, региону Калабрија.
Према процени из 2011. у насељу је живело 291 становника. Насеље се налази на надморској висини од 304 м.